# Chiranthodendron pentadactylon
Chiranthodendron pentadactylon är en malvaväxtart som beskrevs av Larreat. Chiranthodendron pentadactylon ingår i släktet Chiranthodendron och familjen malvaväxter. Inga underarter finns listade i Catalogue of Life.

## Bildgalleri

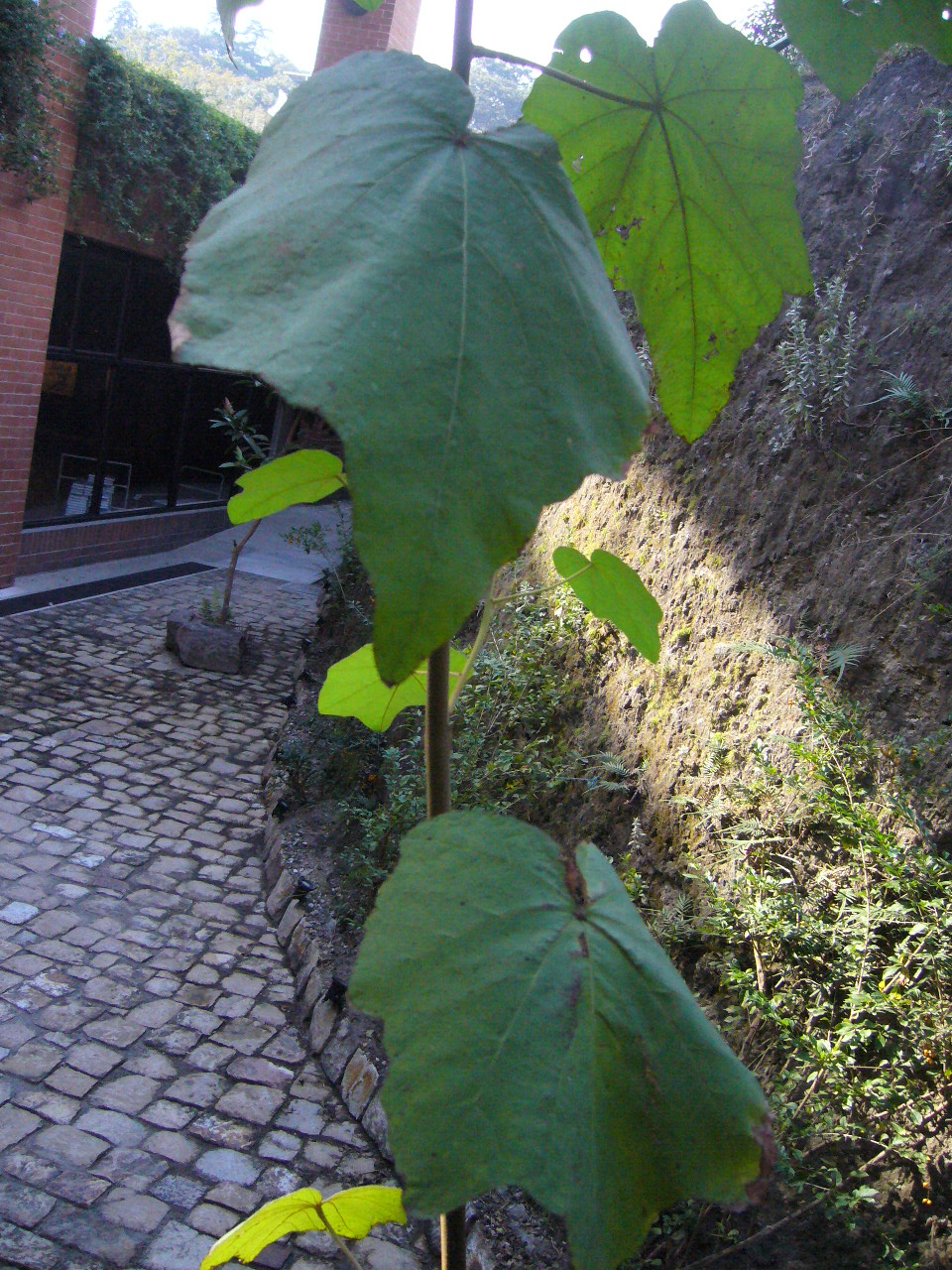
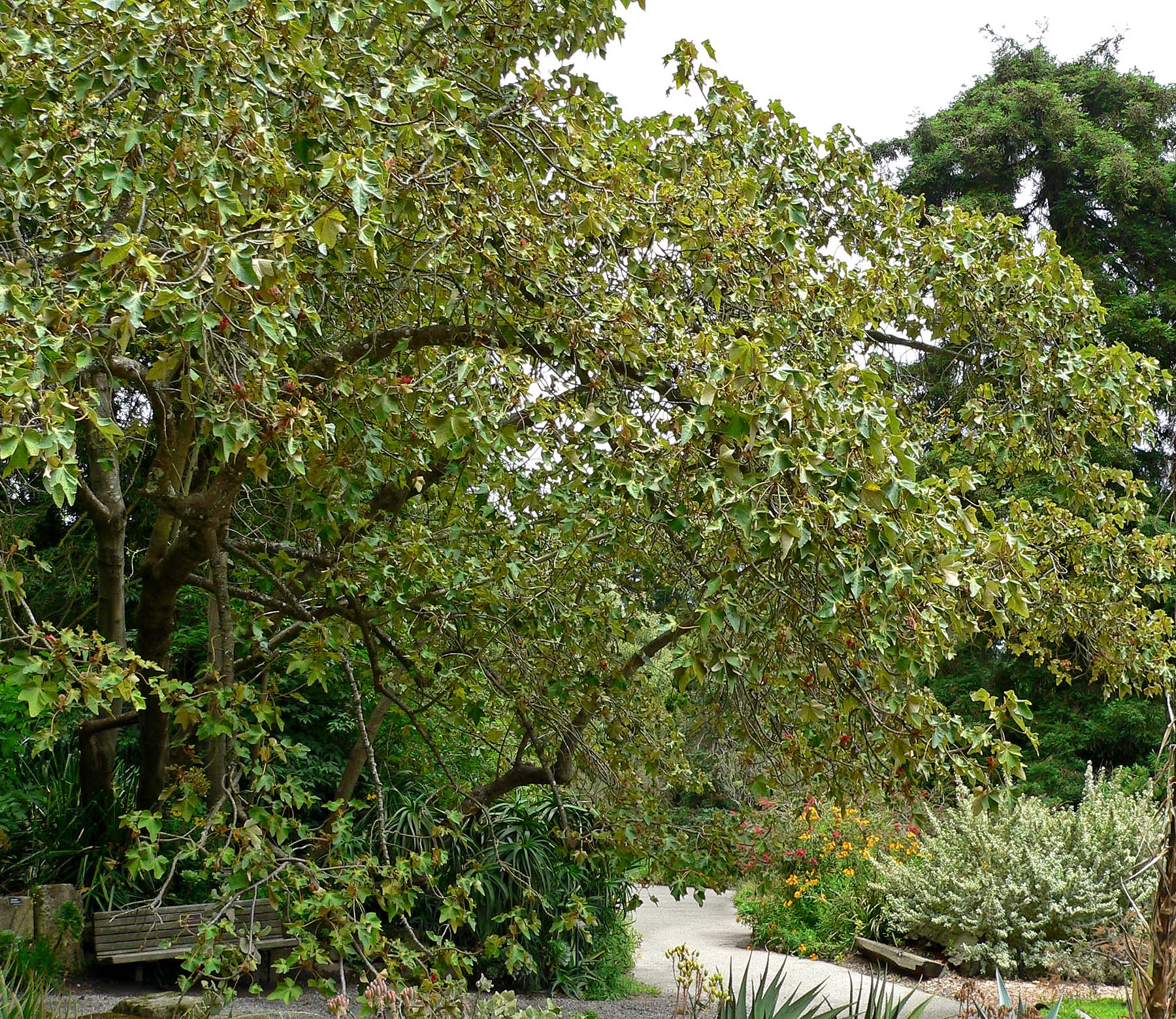
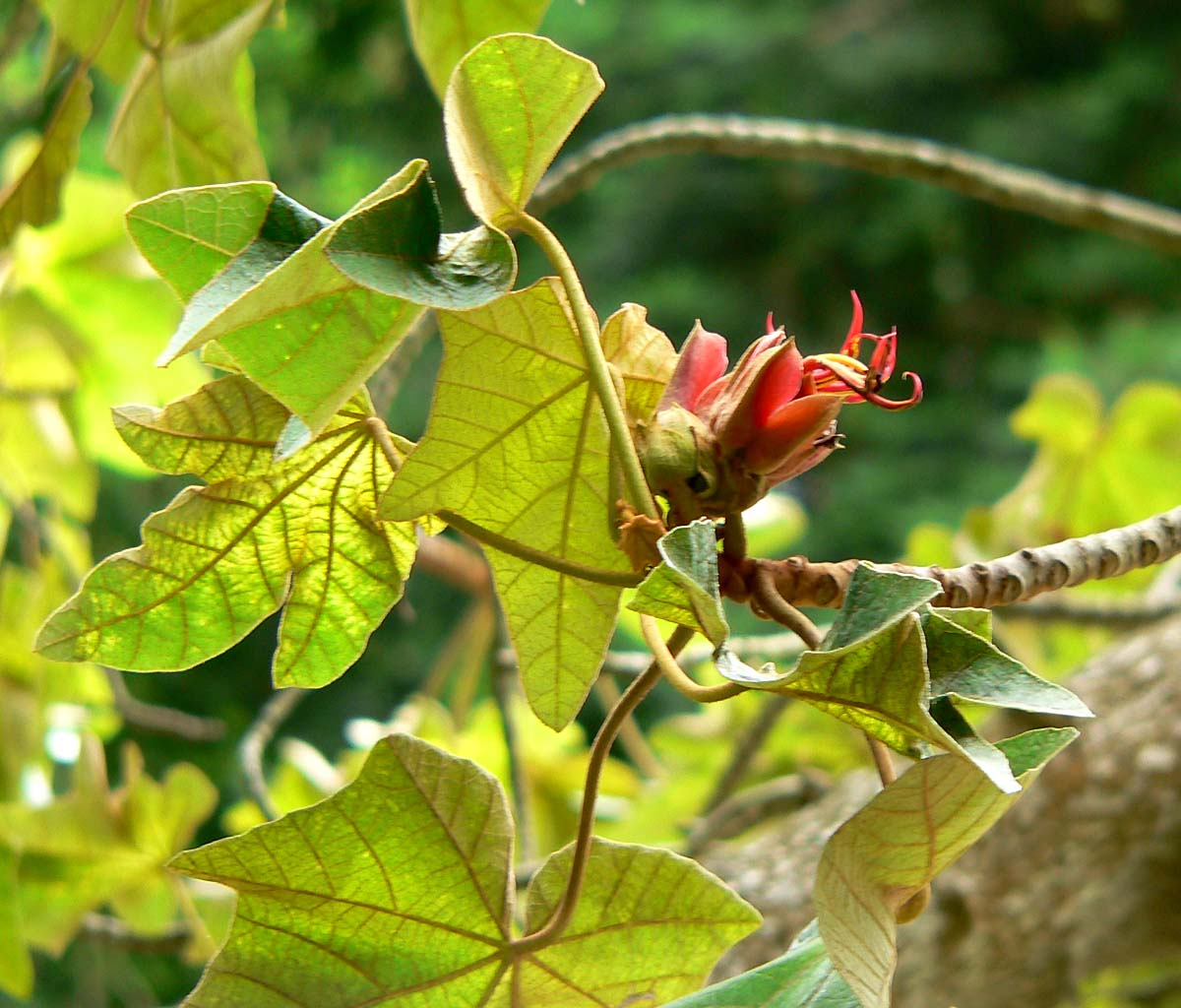
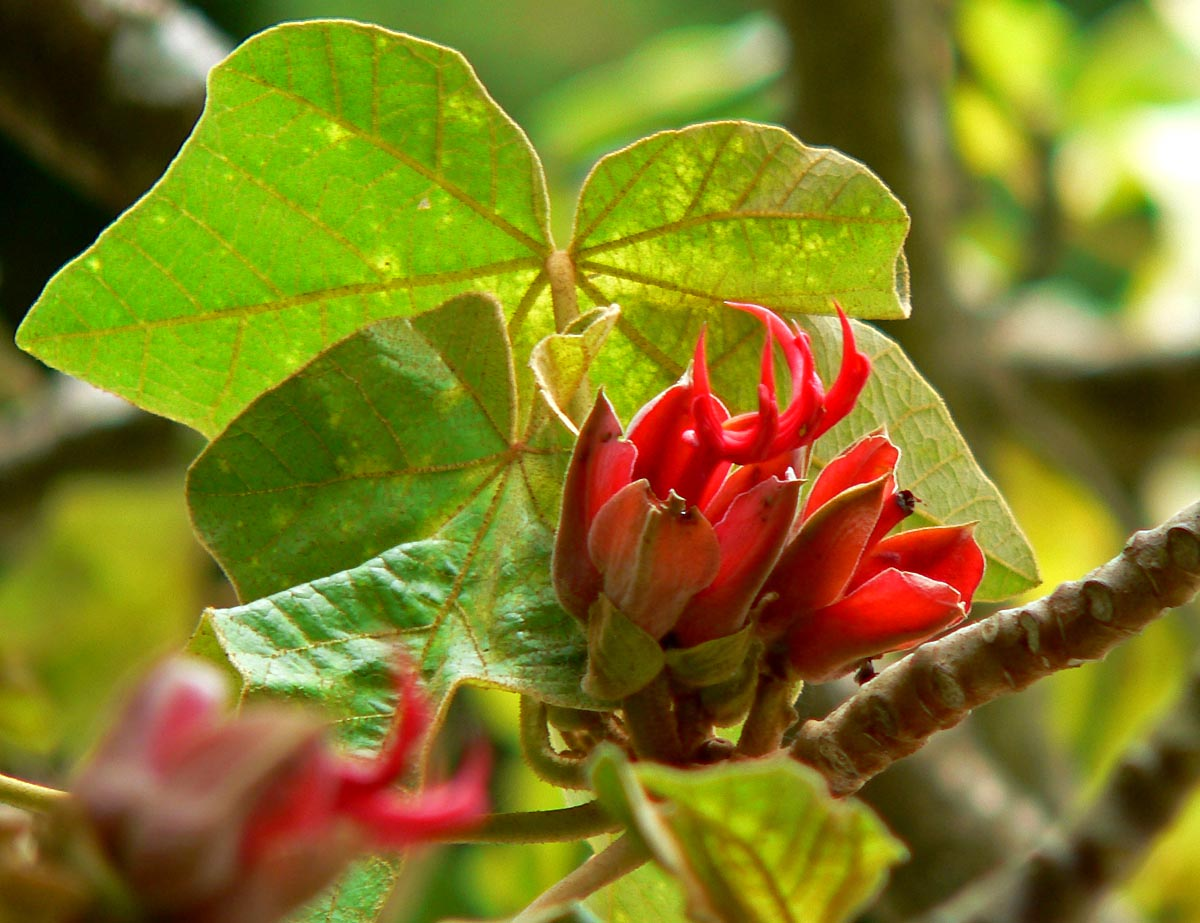
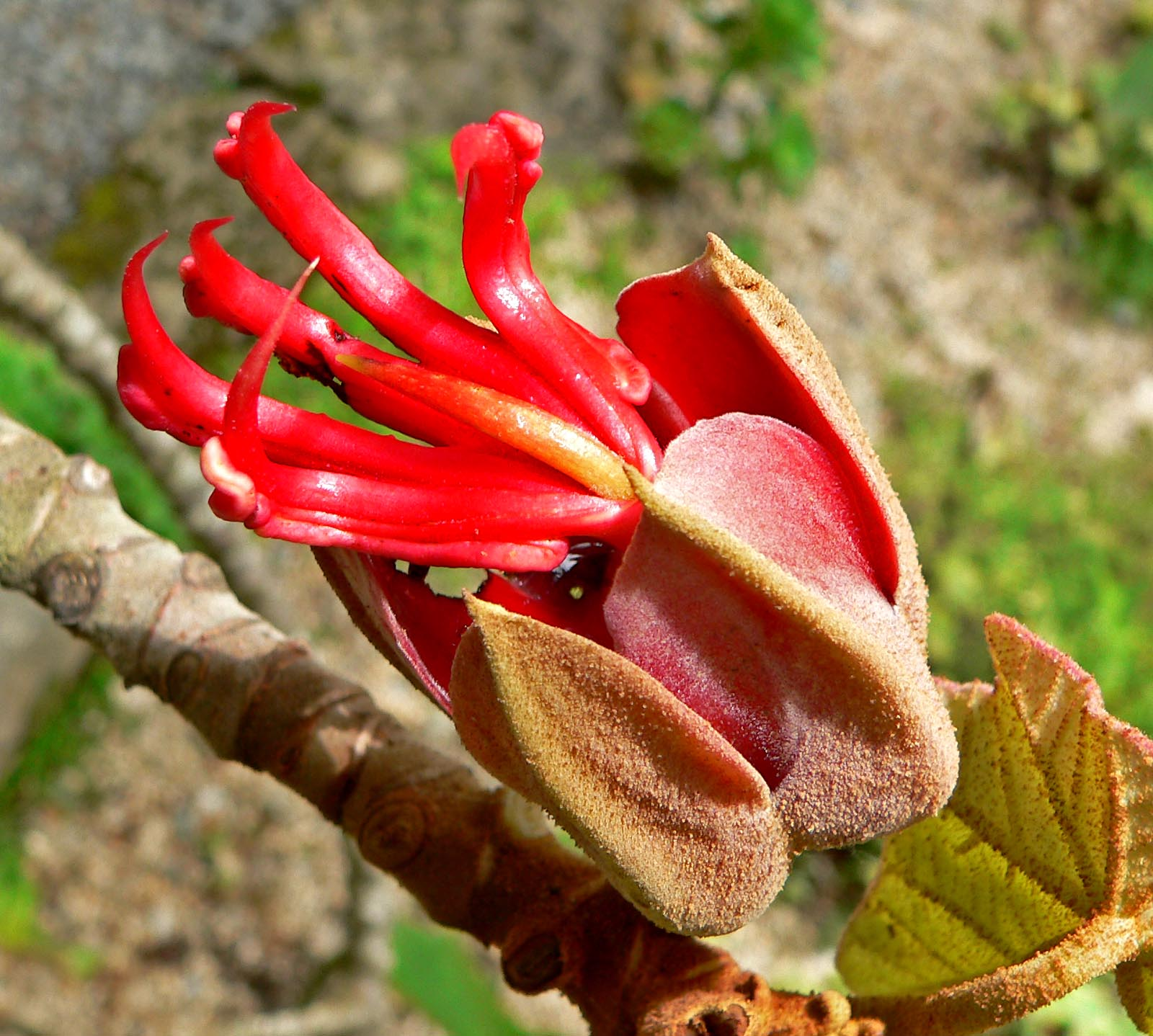